# نودة (غرمخان)
نودة (بالفارسية: نوده) هي قرية تقع في إيران في قسم غرمخان الريفي. يقدر عدد سكانها بـ 1,645 نسمة .